# Campeonato de España de Traineras

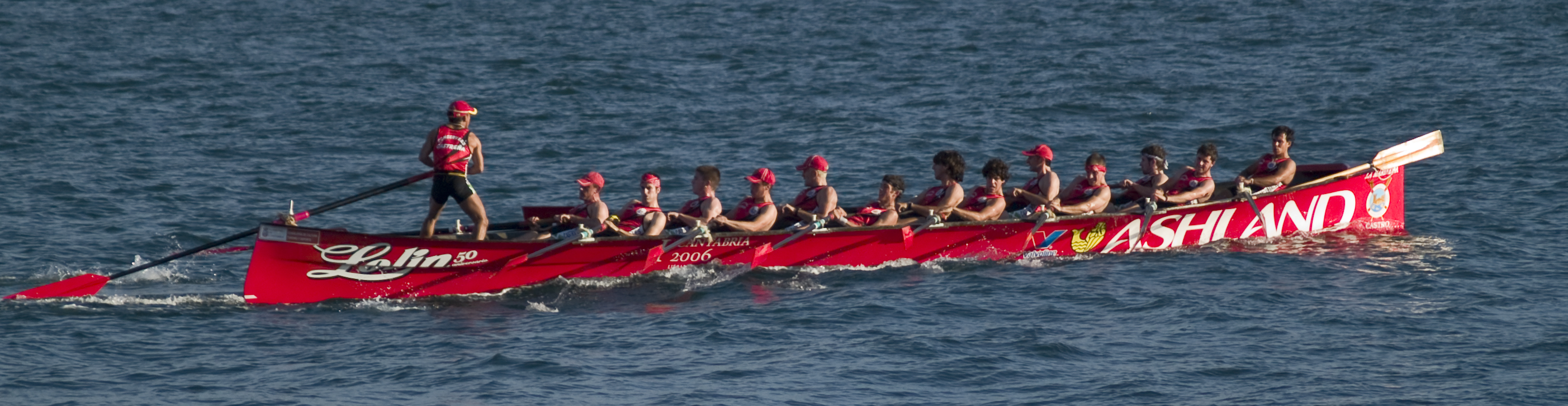
Trainera de Castro Urdiales.

El Campeonato de España de Traineras es una competición de remo para embarcaciones traineras que se celebra todos los años entre los clubes clasificados en sus respectivas pruebas regionales y que está organizado por la Federación Española de Remo. Compiten embarcaciones de Galicia, Asturias, Cantabria y País Vasco desde 1944 que fue la primera edición, en la que se alzó con la victoria la tripulación cántabra de Pedreña.

## Historia
Las regatas de traineras se venían celebrando normalmente en la época de verano entre embarcaciones pesqueras que competían entre sí en desafíos o en regatas por el mar Cantábrico desde siglos atrás. Las más famosas se disputaban en cada capital de provincia, Santander, Bilbao y San Sebastián hasta que en 1944 comienza también el Campeonato de España que se ha celebrado hasta nuestros días con solo tres ausencias, 1950, 1954 y 1956 (en 1950 se celebró, resultando vencedor Castro Urdiales, pero se anuló por diversos problemas). Normalmente se celebra a mediados de agosto y cada año varía el lugar de celebración.
La localidad con más títulos es Orio, con quince medallas de oro, aunque en la década de los 2000 era habitual su renuncia a participar. Por otra parte, desde el año 2000 hasta el 2008 el gran dominador fue la embarcación cántabra de Astillero, que se adjudicó la victoria en siete ocasiones, por lo que empató con otra embarcación cántabra, Pedreña, con ocho medallas de oro solo por detrás de Orio.
Habitualmente se celebra el Campeonato de España en las capitales de provincia, favoreciendo así la asistencia de mayor público a las regatas. Así se ha celebrado hasta en diez ocasiones en Santander y La Coruña, en nueve ocasiones se ha celebrado en San Sebastián y en otras siete en Portugalete. El resto de sedes del campeonato se han celebrado en núcleos de población más pequeños pero con gran tradición marinera como pueden ser Castropol o Castro Urdiales.

### Decadencia
A partir de la creación en 2003 de la Liga ACT de traineras, el Campeonato de España fue perdiendo gran parte de su interés debido a la nula coordinación entre los calendarios de la Federación Española de Remo y de la Asociación de Clubes de Traineras; de forma que la participación en el Campeonato de los clubs de mayor nivel resulta imposibilitada por la coincidencia de fechas con regatas de la Liga.
Esta situación se ha corregido en 2024, al celebrarse el campeonato en el mes de junio y no existir incompatibilidad de  fechas con las regatas de la liga ACT.

### Edición 2006
Esta edición fue una de las más conflictivas de los campeonatos, fue ganada por Astillero siendo el título más fácil de los últimos años debido a que tres traineras (Mecos, Pedreña y Castro) alinearon a gente no habitual en el equipo para que los titulares pudiesen remar la Liga ACT en la que participaban. Una vez terminada la prueba, el comité de competición y disciplina de la Federación Española de Remo interpuso un recurso por alineación indebida de estos clubes pero el Comité Español de Disciplina Deportiva resolvió a favor de los clubes.

### Edición 2007
Después de ocho años sin ganar la competición para el País Vasco, la tripulación de Urdaibai se adjudicó la victoria destacadamente. Este año la celebración corrió a cargo de Pedreña que quiso equiparar la regata a las mejores del calendario.

### Edición 2008
Astillero recuperó el cetro nacional al ganar con absoluta autoridad la regata celebrada en la localidad cántabra de Castro Urdiales. Con la mar tranquila y una espléndida organización, la tripulación astillerense se impuso a Urdaibai por quince segundos, siendo Fuenterrabía tercera y la local Castro, última en la tanda de honor.

## Palmarés
| N.º     | Año  | Sede               | Región     | Oro               | Plata             | Bronce                  |
| ------- | ---- | ------------------ | ---------- | ----------------- | ----------------- | ----------------------- |
| I       | 1944 | Portugalete        | País Vasco | Pedreña           | Orio              | Kaiku                   |
| II      | 1945 | San Sebastián      | País Vasco | San Sebastián     | Fuenterrabía      |                         |
| III     | 1946 | Santander          | Cantabria  | Orio              | Pedreña           | Kaiku                   |
| IV      | 1947 | Guecho             | País Vasco | Pedreña           | Orio              | Kaiku                   |
| V       | 1948 | La Coruña          | Galicia    | Pedreña           | La Coruña         |                         |
| VI      | 1949 | San Sebastián      | País Vasco | Ciérvana          | Peñacastillo      | Esperanza San Sebastián |
| VII     | 1950 | Santander          | Anulada    |                   |                   |                         |
| VII     | 1951 | Portugalete        | País Vasco | Orio              | Remeros del Nalón | Iberia                  |
| VIII    | 1952 | San Sebastián      | País Vasco | Orio              | Iberia            | Nalón                   |
| IX      | 1955 | Santander          | Cantabria  | Orio              | Iberia            | Nalón                   |
| X       | 1957 | La Coruña          | Galicia    | Pasajes San Juan  | Ed.-Des Vizcaya   | La Coruña               |
| XI      | 1958 | La Coruña          | Galicia    | Pasajes San Juan  | Iberia            | La Coruña               |
| XII     | 1959 | La Coruña          | Galicia    | Pasajes San Juan  | Iberia            | Moaña                   |
| XIII    | 1960 | La Coruña          | Galicia    | Moaña             | Iberia            | Pasajes San Juan        |
| XIV     | 1961 | La Coruña          | Galicia    | Tirán             | Parameiras        | Iberia                  |
| XV      | 1962 | San Sebastián      | País Vasco | Pasajes San Juan  | Moaña             | Kaiku                   |
| XVI     | 1963 | San Sebastián      | País Vasco | Pasajes San Juan  | Iberia            | Moaña                   |
| XVII    | 1964 | Bermeo             | País Vasco | Orio              | Iberia            | Moaña                   |
| XVIII   | 1965 | La Coruña          | Galicia    | Pedreña           | Jaizquíbel        | Moaña                   |
| XIX     | 1966 | Santander          | Cantabria  | Pedreña           | Iberia            | Redes                   |
| XX      | 1967 | Portugalete        | País Vasco | Pedreña           | Orio              | Astillero               |
| XXI     | 1968 | San Sebastián      | País Vasco | Pedreña           | Astillero         | Fuenterrabía            |
| XXII    | 1969 | Santander          | Cantabria  | Lasarte           | Astillero         | Pedreña                 |
| XXIII   | 1970 | La Coruña          | Galicia    | Pedreña           | Lasarte           | Astillero               |
| XXIV    | 1971 | Portugalete        | País Vasco | Orio              | Astillero         | Lasarte                 |
| XXV     | 1972 | San Sebastián      | País Vasco | Astillero         | Lasarte           | Orio                    |
| XXVI    | 1973 | Santoña            | Cantabria  | Orio              | Lasarte           | Astillero               |
| XXVII   | 1974 | Portugalete        | País Vasco | Orio              | Lasarte           | Astillero               |
| XXVIII  | 1975 | Gijón              | Asturias   | Orio              | Lasarte           | Castro                  |
| XXIX    | 1976 | San Sebastián      | País Vasco | Orio              | Lasarte           | Castro                  |
| XXX     | 1977 | Santander          | Cantabria  | Santurce          | Lasarte           | Hernani                 |
| XXXI    | 1978 | Portugalete        | País Vasco | Kaiku             | Santurce          | Pasajes San Juan        |
| XXXII   | 1979 | Zarauz             | País Vasco | Santurce          | Orio              | Kaiku                   |
| XXXIII  | 1980 | Castro Urdiales    | Cantabria  | Santurce          | Kaiku             | Orio                    |
| XXXIV   | 1981 | La Coruña          | Galicia    | Kaiku             | Zumaya            | Castro                  |
| XXXV    | 1982 | Portugalete        | País Vasco | Kaiku             | Zumaya            | Algorta                 |
| XXXVI   | 1983 | Castro Urdiales    | Cantabria  | Zumaya            | Orio              | San Juan de Tirán       |
| XXXVII  | 1984 | Castropol          | Asturias   | Zumaya            | Orio              | Santurce                |
| XXXVIII | 1985 | Moaña              | Galicia    | Santurce          | Zumaya            | Meira                   |
| XXXIX   | 1986 | Santander          | Cantabria  | Orio              | Meira             | San Juan de Tirán       |
| XL      | 1987 | Boiro              | Galicia    | Zumaya            | Pasajes San Juan  | Meira                   |
| XLI     | 1988 | Bermeo             | País Vasco | Pasajes San Pedro | Ciérvana          | Pasajes San Juan        |
| XLII    | 1989 | La Coruña          | Galicia    | Pasajes San Pedro | Ciérvana          | Meira                   |
| XLIII   | 1990 | Castropol          | Asturias   | Pasajes San Pedro | Pasajes San Juan  | Meira                   |
| XLIV    | 1991 | El Astillero       | Cantabria  | Pasajes San Juan  | Pasajes San Pedro | Orio                    |
| XLV     | 1992 | San Sebastián      | País Vasco | Arraun Lagunak    | Orio              | Donibaneko              |
| XLVI    | 1993 | Meira              | Galicia    | Orio              | Pasajes San Pedro | Santander               |
| XLVII   | 1994 | Castropol          | Asturias   | Pasajes San Pedro | Meira             | Arraun Lagunak          |
| XLVIII  | 1995 | Santander          | Cantabria  | Orio              | Fuenterrabía      | Meira                   |
| IL      | 1996 | Castro Urdiales    | Cantabria  | Tirán             | Orio              | Amegrove                |
| L       | 1997 | Meira              | Galicia    | Tirán             | Perillo           | Mecos                   |
| LI      | 1998 | Luanco             | Asturias   | Orio              | Tirán             | Perillo                 |
| LII     | 1999 | Santander          | Cantabria  | Orio              | Astillero         | Amegrove                |
| LIII    | 2000 | Cangas del Morrazo | Galicia    | Astillero         | Tirán             | Mecos                   |
| LIV     | 2001 | Vigo               | Galicia    | Castro            | Tirán             | Perillo                 |
| LV      | 2002 | Gijón              | Asturias   | Astillero         | Mecos             | Castro                  |
| LVI     | 2003 | Santander          | Cantabria  | Astillero         | Pedreña           | Meira                   |
| LVII    | 2004 | Castropol          | Asturias   | Astillero         | Cabo da Cruz      | Mecos                   |
| LVIII   | 2005 | Vigo               | Galicia    | Astillero         | Castro            | Pedreña                 |
| LIX     | 2006 | Santander          | Cantabria  | Astillero         | Amegrove          | Meira                   |
| LX      | 2007 | Pedreña            | Cantabria  | Urdaibai          | Fuenterrabía      | Pedreña                 |
| LXI     | 2008 | Castro Urdiales    | Cantabria  | Astillero         | Urdaibai          | Fuenterrabía            |
| LXII    | 2009 | Villajuán de Arosa | Galicia    | Kaiku             | Pedreña           | Astillero               |
| LXIII   | 2010 | Pedreña            | Cantabria  | Kaiku             | Castro            | Tirán                   |
| LXIV    | 2011 | Castro Urdiales    | Cantabria  | Kaiku             | Urdaibai          | Fuenterrabía            |
| LXV     | 2012 | Castro Urdiales    | Cantabria  | Fuenterrabía      | Kaiku             | Urdaibai                |
| LXVI    | 2013 | Moaña              | Galicia    | Kaiku             | Orio              | Tirán                   |
| LXVII   | 2014 | Castro Urdiales    | Cantabria  | Urdaibai          | Kaiku             | Orio                    |
| LXVIII  | 2015 | Castro Urdiales    | Cantabria  | Urdaibai          | Orio              | Fuenterrabía            |
| LXIX    | 2016 | Castro Urdiales    | Cantabria  | Fuenterrabía      | Urdaibai          | Kaiku                   |
| LXX     | 2017 | Castro Urdiales    | Cantabria  | Urdaibai          | Fuenterrabía      | Orio                    |
| LXXI    | 2018 | Castro Urdiales    | Cantabria  | Ciérvana          | Urdaibai          | Fuenterrabía            |
| LXXII   | 2019 | Moaña              | Galicia    | Santurce          | Ciérvana          | Donostiarra             |
| LXXIII  | 2020 | Pedreña            | Cantabria  | Ciérvana          | Orio              | Santurce                |
| LXXIV   | 2021 | Castro Urdiales    | Cantabria  | Getaria           | Meira             | Pedreña                 |
| LXXV    | 2022 | Castropol          | Asturias   | Bueu              | Meira             | Chapela                 |
| LXXVI   | 2023 | Moaña              | Galicia    | Ares              | Tiran             | Chapela                 |
| LXXVII  | 2024 | San Sebastián      | País Vasco | Urdaibai          | San Juan          | Zierbena                |
| LXXVIII | 2025 | Castro Urdiales    | Cantabria  | Orio              | Urdaibai          | Zierbena                |

## Medallero
| N.º | Equipo               |    |    |   | Total |
| --- | -------------------- | -- | -- | - | ----- |
| 1   | Orio                 | 16 | 11 | 5 | 32    |
| 2   | Astillero            | 8  | 4  | 5 | 17    |
| 3   | Pedreña              | 8  | 3  | 4 | 15    |
| 4   | Kaiku                | 7  | 3  | 6 | 16    |
| 5   | Pasajes San Juan     | 6  | 3  | 3 | 12    |
| 6   | Urdaibai             | 5  | 5  | 1 | 11    |
| 7   | Santurce             | 5  | 1  | 2 | 8     |
| 8   | Pasajes de San Pedro | 4  | 2  |   | 6     |
| 9   | Tirán                | 3  | 3  | 4 | 10    |
| 10  | Zierbena             | 3  | 3  | 2 | 8     |
| 11  | Zumaya               | 3  | 3  |   | 6     |
| 12  | Hondarribia          | 2  | 4  | 5 | 11    |
| 13  | Lasarte              | 1  | 7  | 1 | 9     |
| 14  | Castro Urdiales      | 1  | 2  | 4 | 7     |
| 15  | Moaña                | 1  | 1  | 4 | 6     |
| 16  | San Sebastián        | 1  |    | 1 | 2     |
| 17  | Arraun Lagunak       | 1  |    | 1 | 2     |
| 18  | Getaria              | 1  |    |   | 1     |
| 19  | Bueu                 | 1  |    |   | 1     |
| 20  | Iberia               |    | 8  | 2 | 10    |
| 21  | Meira                |    | 4  | 7 | 10    |
| 22  | Mecos                |    | 1  | 3 | 4     |
| 23  | La Coruña            |    | 1  | 2 | 3     |
| 24  | Perillo              |    | 1  | 2 | 3     |
| 25  | Remeros del Nalón    |    | 1  | 2 | 3     |
| 26  | Amegrove             |    | 1  | 2 | 3     |
| 27  | Peñacastillo         |    | 1  |   | 1     |
| 28  | Ed.-Des Bizkaia      |    | 1  |   | 1     |
| 29  | Parameiras           |    | 1  |   | 1     |
| 30  | Cabo de Cruz         |    | 1  |   | 1     |
| 31  | Jaizkibel            |    | 1  |   | 1     |
| 32  | Santander            |    |    | 1 | 1     |
| 33  | Donibaneko           |    |    | 1 | 1     |
| 34  | Hernani              |    |    | 1 | 1     |
| 35  | Redes                |    |    | 1 | 1     |
| 36  | Algorta              |    |    | 1 | 1     |
| 37  | Donostiarra          |    |    | 1 | 1     |
| 38  | Chapela              |    |    | 1 | 1     |

| N.º | Comunidad  |    |    |    | Total |
| --- | ---------- | -- | -- | -- | ----- |
| 1   | País Vasco | 55 | 52 | 33 | 140   |
| 2   | Cantabria  | 17 | 10 | 14 | 41    |
| 3   | Galicia    | 5  | 14 | 26 | 45    |
| 4   | Asturias   |    | 1  | 2  | 3     |

| N.º | Provincia  |    |
| --- | ---------- | -- |
| 1   | Guipúzcoa  | 35 |
| 2   | Vizcaya    | 20 |
| 3   | Cantabria  | 17 |
| 4   | Pontevedra | 5  |